# Sălățig
Sălățig é uma comuna romena localizada no distrito de Sălaj, na região histórica da Crișana (parte da Transilvânia). A comuna possui uma área de 57.68 km² e sua população era de 3038 habitantes segundo o censo de 2007.